# Øresunds chemiske Fabriker
Øresund's chemiske Fabriker A/S eller Fabriken Øresund (ofte blot kaldt Kryolitfabrikken) var en stor kemivirksomhed på Strandboulevarden 84 på Østerbro i København. Fabrikken var grundlagt 1859 under sidstnævnte navn og skiftede navn til førstnævnte i 1870, da G.A. Hagemann overtog ledelsen af fabrikken. Fabrikken, der forarbejdede kryolit fra Grønland, lukkede i 1990. I 1992 fusionerede firmaet med Incentive A/S, som gik konkurs 2004.

## Historie
Virksomheden anlagdes i 1859 til sodafremstilling af kryolit efter plan af professor Julius Thomsen for handelshuset Th. Weber & Co. Han havde i 1852 opfundet en proces, hvorved kryolit kunne omdannes til soda – datidens vigtigste husholdningskemikalium. Samme år begyndtes en alunfabrik og nogle år senere en stråmassefabrik. Fabrikkens første bygninger var tegnet af en murermester Schmock. Selve transporten af kryolitten fra Ivittuut i Grønland skete i regi af Kryolith Mine og Handels Selskabet.
Historien bag var den, at Theobald Weber og broderen Sigwaldt i 1851 oprettede en spejl-, glas- og træslibefabrik på Christiansdal i nærheden af Haderslev sammen med deres onkel hofspejlsfabrikant Frederik Lehmann. I glasproduktionen blev der bl.a. brugt en del soda, som blev udvundet af kryolit, og i 1859 byggede grosserer Weber og hans bror Fabriken Øresund med hofspejlsfabrikant Lehmann og svigerfar August Meldola som økonomiske støtter. Den importerede grønlandsk kryolit og udvandt soda med Thomsens metode. Det var en strålende forretning indtil 1866, hvor verdensmarkedsprisen på soda faldt drastisk. Theobald Weber trak sig derfor ud af fabrikken og slog sig ned som frugtvinsproducent og skibsværftejer i Svendborg. Han fik dog stadig indtægter fra minen i Grønland, som han var medejer af.
Fra 1866 til 70 var virksomheden under administration. I 1870 overdroges fabriken til G.A. Hagemann og Vilhelm Jørgensen. Samme år byggedes en svovlsyrefabrik. Fra slutningen af 1870'erne indskrænkedes sodafabrikationen for helt at ophøre i 1894. Svovlsyrefabrikationen var ophørt iflg. kontrakt med Fredens Mølle i 1880'erne, og hovedvirksomheden blev nu rensning af kryolit, der eksporteredes til anvendelse i aluminium-, glas- og emaljeindustrien. Fra 1870 blev produktionen således fokuseret på kryolitudvinding og sodafremstilling og fabrikken kom efterhånden til at omfatte et meget stort areal, nemlig hele grunden mellem Strandboulevarden, Østbanegade, Gammel Kalkbrænderi Vej og Hjørringgade.
I 1902 omdannedes firmaet til et aktieselskab, i 1912 til et kommanditselskab med Vilh. Jørgensens søn, C.F. Jarl, som eneansvarlig indehaver. I 1943 omdannedes firmaet igen til et aktieselskab.
I 1938 blev der opført nye bygninger ved arkitekterne Viggo Berner Nielsen og Henning Ortmann.
Eftersom kryolitminen på Ivittuut i Grønland var udtømt i 1987, blev fabrikken lukket i 1990. Grunden blev ryddet for bebyggelse, hvorefter erhvervskomplekset Tietgens Have blev opført på den østlige halvdel af grunden i 1992-1994 efter planer af Hvidt & Mølgaard. Det huser i dag Skat. Den vestlige halvdel af grunden måtte vente længere på at blive bebygget. Det skete først i 2001, da Lundgaard & Tranbergs boligkompleks Charlottehaven blev opført.

## Firmaets data i 1950
Direktør: C.F. Jarl
Bestyrelsen består af civilingeniør C.F. Jarl, bankier Paul Hagemann, bankdirektør
Ernst v. Kauffmann (f. 1897) og godsejer G.A. Hagemann jr..
Aktiekapital: kr. 3.600.000.
Fra 1. januar 1940 har firmaet overdraget sin kryolitforretning til "Kryolitselskabet Øresund A/S", der er dannet af Grønlands styrelse og Kryolith Mine og Handels Selskabet A/S samt Øresunds chemiske Fabriker, kommanditselskab ved C.F. Jarl. Kryolitselskabet Øresund A/S, har overtaget Øresunds chemiske Fabrikers kontoradresse, Strandboulevarden 84, København Ø, medens sidstnævnte
firma, der fortsætter som et investeringsselskab, har adresse Østbanegade 121.